# Rafael Rokaszewicz
Rafael Rokaszewicz (ur. 30 listopada 1973 w Głogowie) – polski samorządowiec i urzędnik, w latach 2010–2014 starosta głogowski, od 2014 prezydent Głogowa.

## Życiorys
Syn Ryszarda Rokaszewicza, pierwszego sekretarza komitetu miejskiego PZPR w Głogowie w latach 1978–1980. Z wykształcenia inżynier mechanik, ukończył Politechnikę Zielonogórską, a także dwa kierunki studiów podyplomowych na Uniwersytecie Wrocławskim (z zakresu prawa inwestycyjnego oraz samorządu terytorialnego i gospodarki lokalnej).
Pracował w Generalnej Dyrekcji Dróg Krajowych i Autostrad, urzędzie miejskim w Głogowie, urzędzie gminy Głogów. Objął funkcję prezesa Towarzystwa Ziemi Głogowskiej.
Wstąpił do Sojuszu Lewicy Demokratycznej (który w 2021 przekształcił się w Nową Lewicę). W 2006 wybrany na radnego powiatu głogowskiego, sprawował mandat także w kolejnej kadencji. W 2009 powołany na wicestarostę. Po wyborach samorządowych w 2010 został wybrany na starostę głogowskiego, funkcję tę pełnił przez cztery lata. W 2014 wybrany na urząd prezydenta Głogowa. W 2016 przystąpił do Dolnośląskiego Ruchu Samorządowego (pozostając w SLD). W 2018 i 2024 z powodzeniem ubiegał się o reelekcję na stanowisko prezydenta miasta, będąc wybieranym w pierwszych turach tych wyborów.

## Odznaczenia
- Brązowa Odznaka „Zasłużony dla Ochrony Przeciwpożarowej” – 2013[11]
- Odznaka Honorowa za Zasługi dla Samorządu Terytorialnego – 2025[12]